# خاس کوروگانه
خاس کوروگانه (نام علمی: Ilex rotunda) نام یک گونه از سرده خاس است.